# اماپالا
اماپالا (به اسپانیایی: Amapala) یک منطقهٔ مسکونی در هندوراس است که در استان واله واقع شده‌است.

## نگارخانه

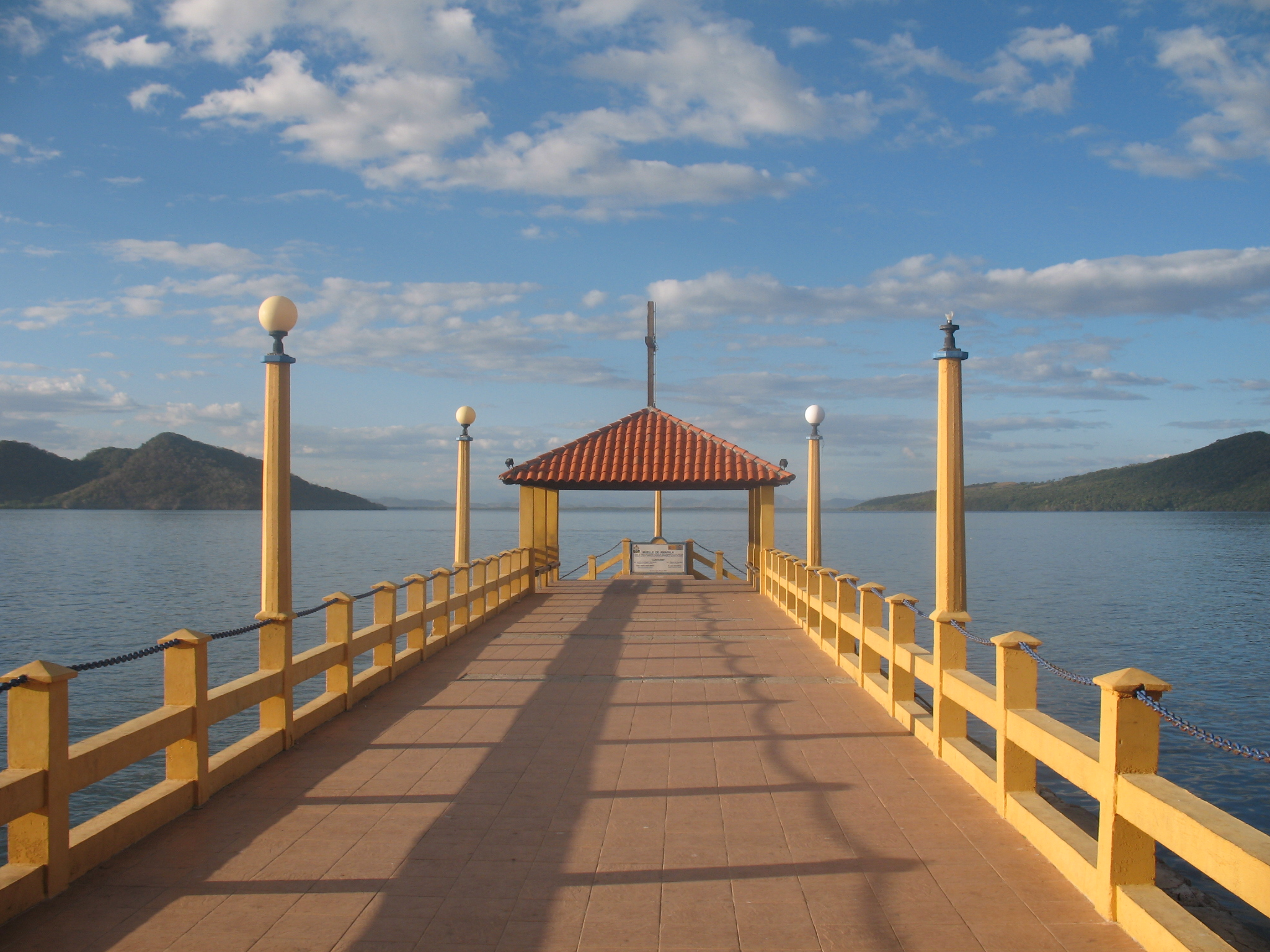
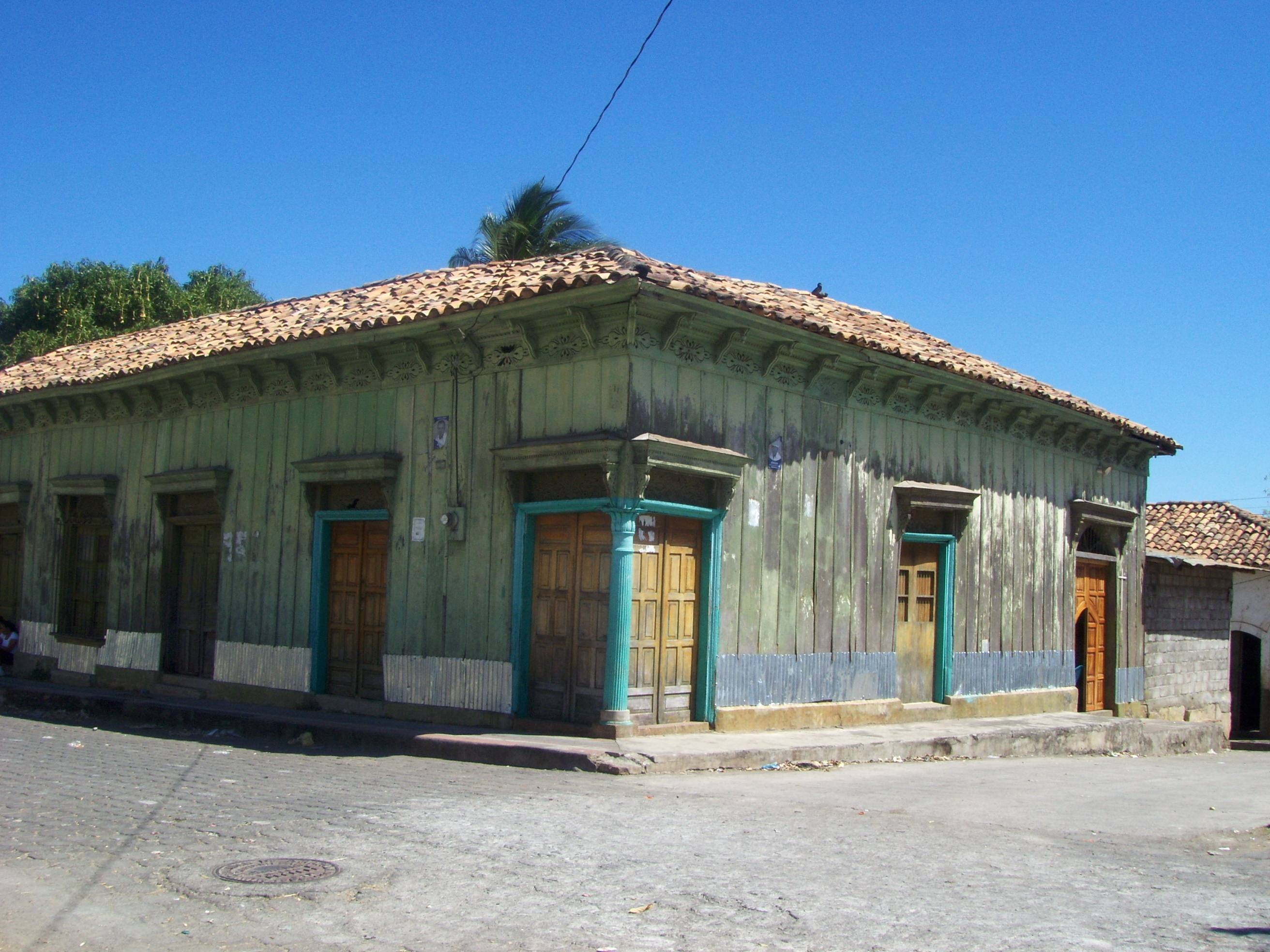
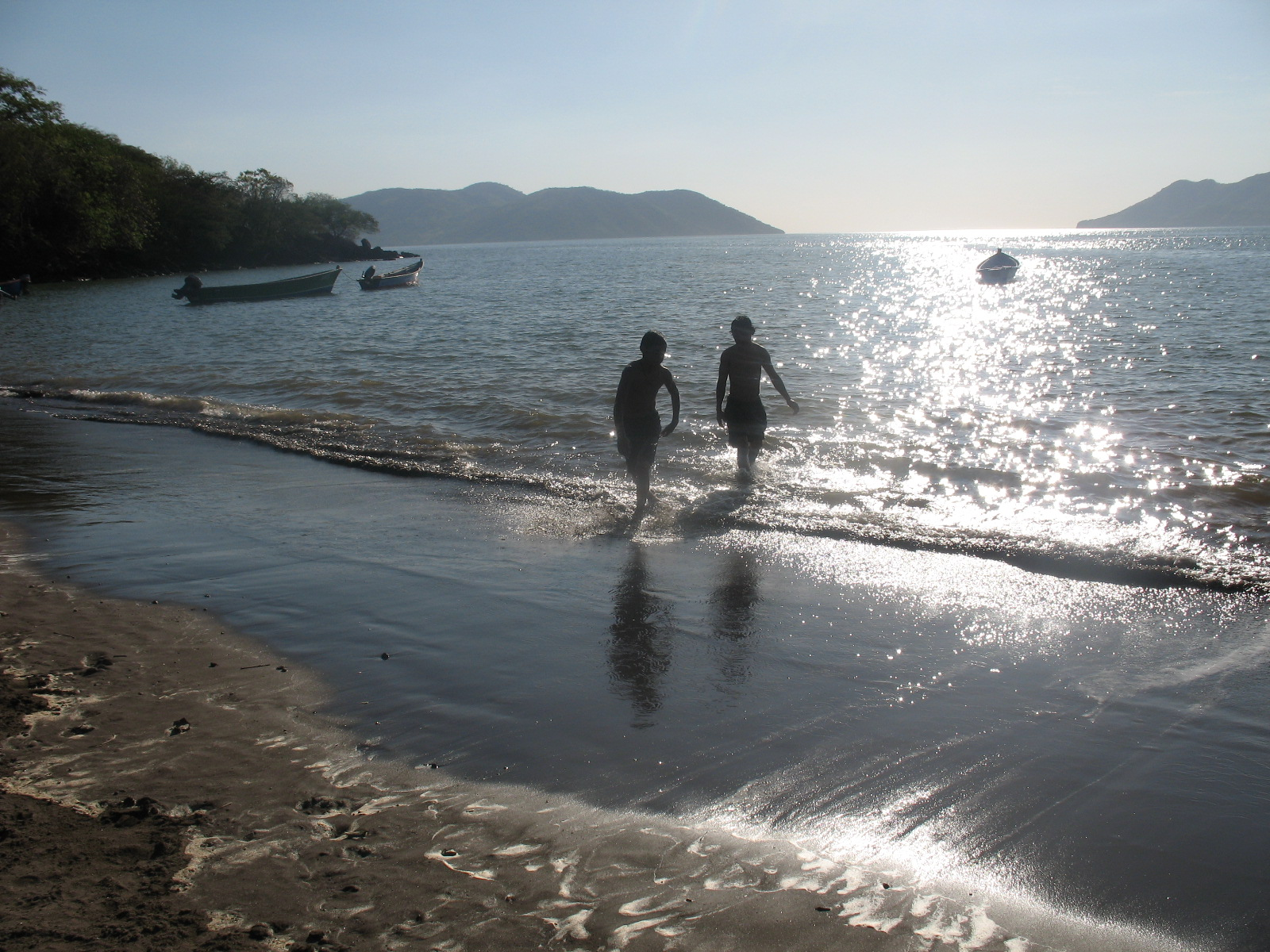

## خصوصیات
اماپالا ۹٬۶۸۷ نفر جمعیت دارد.